# 圣卢 (马恩省)
圣卢（法語：Saint-Loup，法語發音：[sɛ̃ lu]）是法国马恩省的一个市镇，位于该省西南部，属于埃佩尔奈区。

## 地理
圣卢（48°44'15"N, 3°48'38"E）面积6.88 平方千米，位于法国大東部大區马恩省，该省份为法国东北部内陆省份，北起阿登省，西北接埃纳省，西南接塞纳-马恩省，南至奥布省，东南接上马恩省，东临默兹省。
与圣卢接壤的市镇（或旧市镇、城区）包括：阿勒芒、兰泰勒、兰特、佩阿。

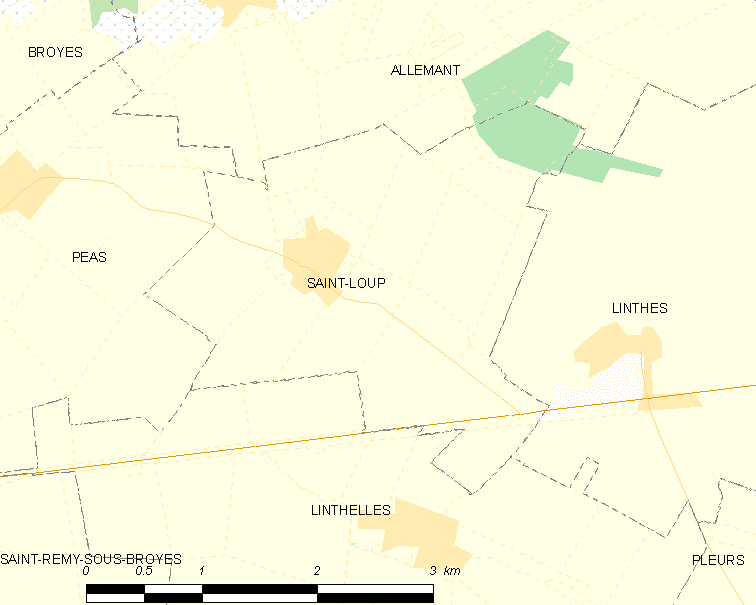
的OSM定位图

圣卢的时区为UTC+01:00、UTC+02:00（夏令时）。

## 行政
圣卢的邮政编码为51120，INSEE市镇编码为51495。

## 政治
圣卢所属的省级选区为塞扎讷-布里-香槟县。

## 人口

1962-2008年间人口变化图示

圣卢于2022年1月1日时的人口数量为75人。